# George Barger

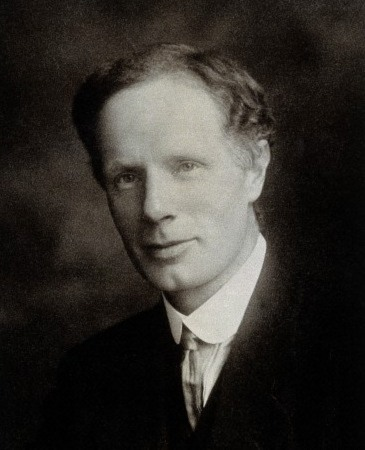
George Barger

George Barger  (* 4. April 1878 in Manchester; † 5. Januar 1939 in Aeschi, Schweiz) war ein britischer Biochemiker.
Barger hatte eine englische Mutter und einen niederländischen Vater (Ingenieur) und ging in Utrecht zur Schule. Er studierte am University College London und Chemie und Botanik am King’s College der Universität Cambridge. Danach war er zwei Jahre Demonstrator in der Fakultät für Botanik der Universität Brüssel. Dort entwickelte er eine nach ihm benannte Methode der Molekülmassenbestimmung. 1903 kehrte er nach England zurück und ging in die Wellcome Laboratorien.  Ab 1909 war er Professor und Leiter der Fakultät für Chemie am Goldsmith’s College der Universität London und ab 1913 Professor am Royal Holloway College der Universität London. Im Ersten Weltkrieg forschte er für das Medical Research Council, wobei er mit Henry Hallett Dale zusammenarbeitete. Ab 1919 war er Professor an der Universität Edinburgh (auf einem neu geschaffenen Lehrstuhl für Chemie mit  Bezug zur Medizin) und zuletzt von 1938 bis zu seinem Tod Regius-Professor für Chemie an der Universität Glasgow. 1928 war er Gastprofessor an der Cornell University. Im Jahr 1932 wurde er zum Mitglied der Leopoldina gewählt.
Er untersuchte vor allem Alkaloide und ihre biologische Wirkung. Beispielsweise identifizierte er verschiedene Naturstoffe wie Tyramin und später Histamin im Mutterkorn (sowie Acetylcholin). Er zeigte als erster das Vorhandensein von Histamin in tierischem Gewebe (dem Darm). Er leistete auch Beiträge zur Synthese von Thyroxin (durch Charles Robert Harington) und Vitamin B1 (durch Alexander Robertus Todd) und synthetisierte Methionin. 1910 beschrieb er mit Dale sympathikomimetische (den Sympathikus bewegende), blutdrucksteigernde „Pressoramine“ (Adrenalin bzw. Noradrenalin).
Im Jahr 1937 erhielt er die Cothenius-Medaille. 1919 wurde er Fellow der Royal Society, deren Davy Medal er 1938 erhielt. 1904 wurde er Fellow des King’s College in Cambridge. 1922 wurde er zum Fellow der Royal Society of Edinburgh gewählt. 1928 wurde er zum korrespondierenden Mitglied der Göttinger Akademie der Wissenschaften gewählt. Seit 1929 war er korrespondierendes Mitglied der Bayerischen Akademie der Wissenschaften.